# Aki (James Bond)
Aki é uma personagem do filme Com 007 Só Se Vive Duas Vezes, quinto filme da franquia cinematográfica do agente britânico James Bond. Levado ao cinema em 1967, a personagem foi interpretada pela atriz japonesa Akiko Wakabayashi.

## Características
Aki não aparece no livro que deu origem ao filme, You Only Live Twice, de 1964, e foi criada pelo roteirista Ronald Dahl, como um tributo à mulher japonesa dos anos 60, com o nome original de Suki. Originalmente, o papel era para ser da atriz Mie Hama, mas por suas dificuldades com a língua inglesa, Hama trocou de personagem com Wakabayashi e viveu a outra bond-girl japonesa Kissy Suzuki, com menos falas. Akiko então convenceu o diretor Lewis Gilbert a trocar o nome da personagem para Aki (luz, em japonês).
Aki é uma jovem e bela agente do Serviço Secreto Japonês, extremamente capaz, bilíngue em japonês e inglês, e que gosta de usar as roupas tradicionais japonesas. Apesar de sua maneiras amigáveis e gentis, Aki é extremamente profissional quando necessário e tem grande capacidade de sobreviver em missões arriscadas e evitar sua captura, além de possuir treinamento ninja e ser excelente piloto de automóveis. Extremamente leal ao serviço e aos companheiros de missão ela envolve-se com James Bond, a quem ajuda a sobreviver quando caçado pelos assassinos da SPECTRE e com quem passa duas noites apaixonadas.

## No filme
Aki aparece no filme quando 007 está assistindo a uma luta de sumô e faz contato com ele a mando de Tiger Tanaka, o chefe do serviço secreto, levando Bond até o encontro de Henderson, contato do MI-6 no Japão. Quando o contato é assassinado durante o encontro, Bond mata seu assassino e, disfarçando-se no lugar do morto, é levado até o quartel-general da fábrica química Osato. Lá ele é descoberto e foge, ajudado por Aki, que o resgata em seu carro esporte e o leva até Tanaka, fazendo Bond chegar no QG do serviço secreto através de um escorrega de aço. Depois do encontro do dois, Aki reaparece num biquini e convida Bond a passar a noite com ela, com a famosa frase: "Eu gostaria muito de servir sob suas ordens", antes de levá-lo para a cama.
No dia seguinte, depois de uma nova visita de Bond à fábrica, onde encontra o presidente dela e agente da SPECTRE Mr. Osato e sua assistente Helga Brandt, ele é perseguido pelos capangas de Osato com ordens de matá-lo e novamente é salvo por Aki em seu carro. Depois de uma fuga dos dois pelas estradas, perseguidos pelos capangas, um helicóptero do serviço secreto aparece, transportando um grande ímã, que é colado na capota do carro dos perseguidores e o iça no ar, jogando-o depois do meio do mar.
A última aparição de Aki no filme, é quando ela dorme ao lado de Bond e um assassino ninja entra imperceptivelmente na casa de madrugada, e de uma posição no teto de madeira, desce um fio até a boca de Bond, por onde escorre uma gota de um veneno letal. No último momento, quando a gota está para chegar na boca de Bond, ele se vira e Aki toma seu lugar, com o veneno escorrendo para sua boca. Aki é sufocada pela gota do líquido e morre em menos de um minuto, com Bond matando o assassino em seguida.